# La Punta (Jalisco)
La Punta es una localidad del estado mexicano de Jalisco. Es parte del municipio de Tonalá.

## Demografía
| Gráfica de evolución demográfica |
|                                  |

| Censo | Población |
| ----- | --------- |
| 1970  | 496       |
| 1980  | 590       |
| 1990  | 731       |
| 2000  | 1 194     |
| 2010  | 4 889     |
| 2020  | 6 341     |